# Halisarca dujardini
Halisarca dujardini är en svampdjursart som beskrevs av Johnston 1842. Halisarca dujardini ingår i släktet Halisarca och familjen Halisarcidae. Arten är reproducerande i Sverige. Inga underarter finns listade i Catalogue of Life.